# 董白
董 白（とうはく、176年以降 - 初平3年（192年）?）は、中国後漢末期の女性。祖父は董卓。父母の名前や字は不詳。

## 生涯
初平元年（190年）、祖父の董卓が長安への遷都を行った際、董白はまだ15歳未満で簪も挿して（＝成人して）いなかったにもかかわらず、渭陽君に封ぜられ、領地を与えられた。領地受領の際は都尉や中郎将らを従え、従父の董璜（董卓の甥）より印綬を与えられた。
没年についても記述は残っていないが、王允による董氏誅滅の際には、90歳になる董卓の母（董白にとって曾祖母）も他の一族同様に処刑されたという記述を見る限り、この時に他の一族同様に処刑されたと推測される。
小説『三国志演義』には登場しない。